# Stanisław Witkiewicz
Stanisław Witkiewicz (21. května 1851, Poszawsze – 5. září 1915, Lovran) byl polský malíř, architekt, spisovatel a teoretik umění narozený na území dnešní Litvy. V malířství byl stoupencem realismu. V architektuře byl popularizátorem tzv. zakopanského stylu, což byl pokus o vytvoření národního architektonického stylu opřeného o tradice lidové architektury. Byl otcem slavného spisovatele Stanisława Ignacyho Witkiewicze.

## Život
Pocházel ze šlechtické rodiny. Zúčastnil se lednového povstání, již ve dvanácti letech sloužil jako kurýr a zásobovač partyzánských jednotek. Povstání se účastnila celá jeho rodina. Po porážce povstání byli odsouzeni k vyhnanství v Tomsku. Stanisław zůstal v Tomsku až do roku 1868. Poté vystudoval malířství na Carské akademii výtvarných umění v Petrohradě (1869–1871) a na Akademii výtvarných umění v Mnichově (1872–1875). V Mnichově onemocněl tuberkulózou. V roce 1875 se vrátil do Varšavy, kde spolu s Adamem Chmielowským, Józefem Chełmońskim a Antonim Piotrowským založil malířský ateliér v hotelu Europejski. Witkiewicz také navázal kontakt s mnoha umělci jako byla herečka Helena Modrzejewska (jež vedla ve Varšavě proslulý salón), nebo spisovatelé Bolesław Prus a Henryk Sienkiewicz. Ten mu poskytl finanční prostředky ve formě stipendia, aniž by o tom Witkiewicz věděl. Do roku 1890 žil ve Varšavě, poté odjel na dva roky do ciziny (1881–1882), žil v Mariánských Lázních, Meranu a Mnichově. Od roku 1884 byl uměleckým ředitelem literárního a uměleckého týdeníku Wędrowiec, kde v sérii článků zformuloval svou uměleckokritickou koncepci. Tyto texty byly shrnuty zejména v knize Sztuka i krytyka u nas. V roce 1890 se usadil v Zakopaném, kde fascinován místním lidovým uměním vytvořil teorii tzv. zakopaného stylu a začal se věnovat architektuře. Výsledkem bylo několik staveb, historiky architektury dodnes ceněných – zejména vila Koliba (1891–1892), vila Pod Jedlami (1897) a Kaple Nejsvětějšího Srdce Ježíšova v obci Jaszczurówka (1904–1907). Zakopanému a Tatrám byla věnována z velké části i jeho literární činnost, k nejvýznamnějším patří reportážní román V průsmyku (Na przełęczy) z roku 1891. Zachytil zde řadu tatranských legend. Tatranskému umění se věnoval i teoreticky, v díle Sztuki piękne pod Tatrami. Jinak se věnoval problémům náboženství, etiky a národní identity, v úvahových spisech jako Chrześcijaństwo i katechizm, Wallenrodyzm czy znikczemnienie nebo Życie, etyka, rewolucja. Zemřel na tuberkulózu během cesty do Chorvatska. Jeho tělo bylo převezeno do Polska a pohřbeno v Zakopaném.

## Galerie

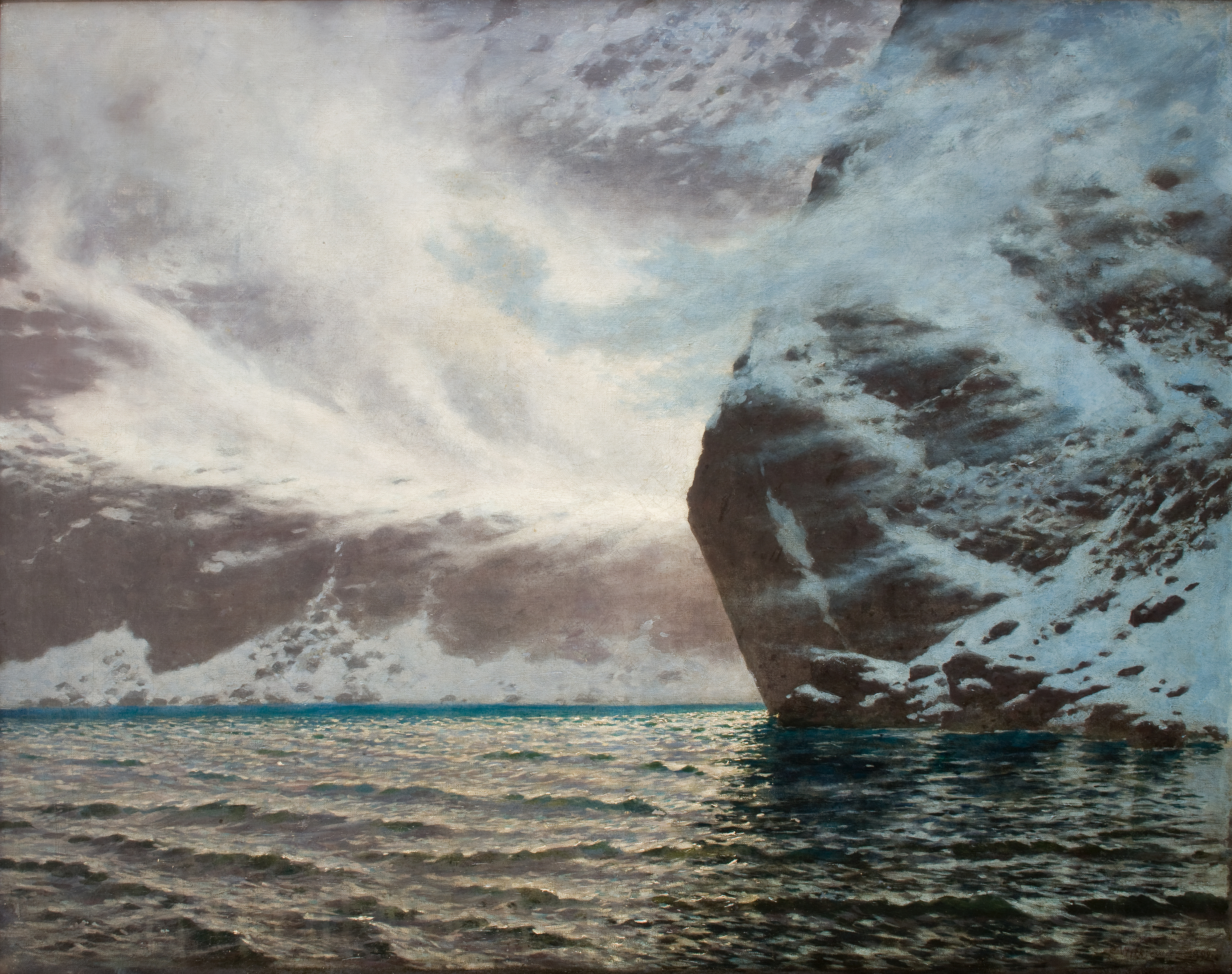
Černý rybník – Kurniawa (1892)
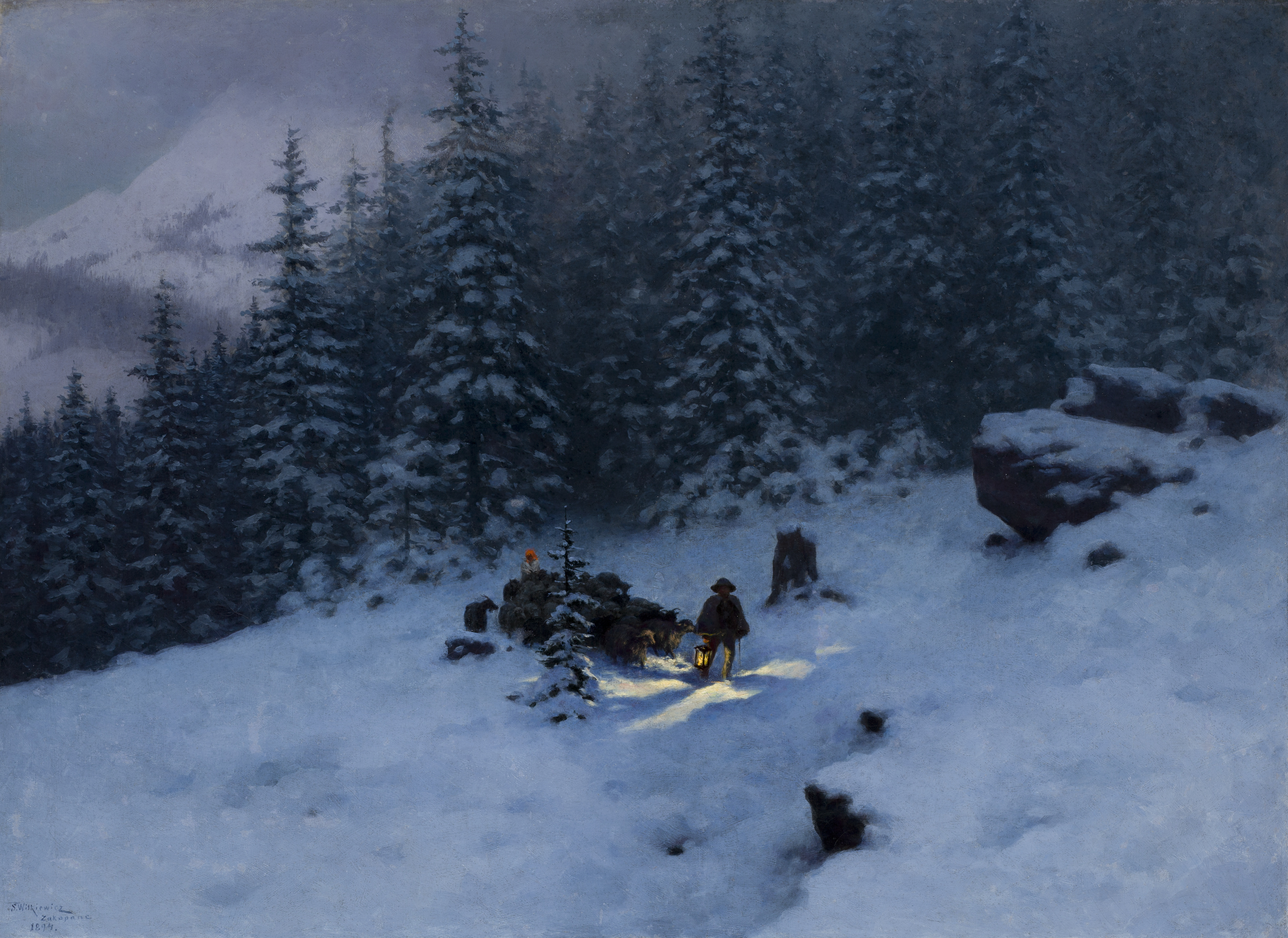
Podzim (1894)
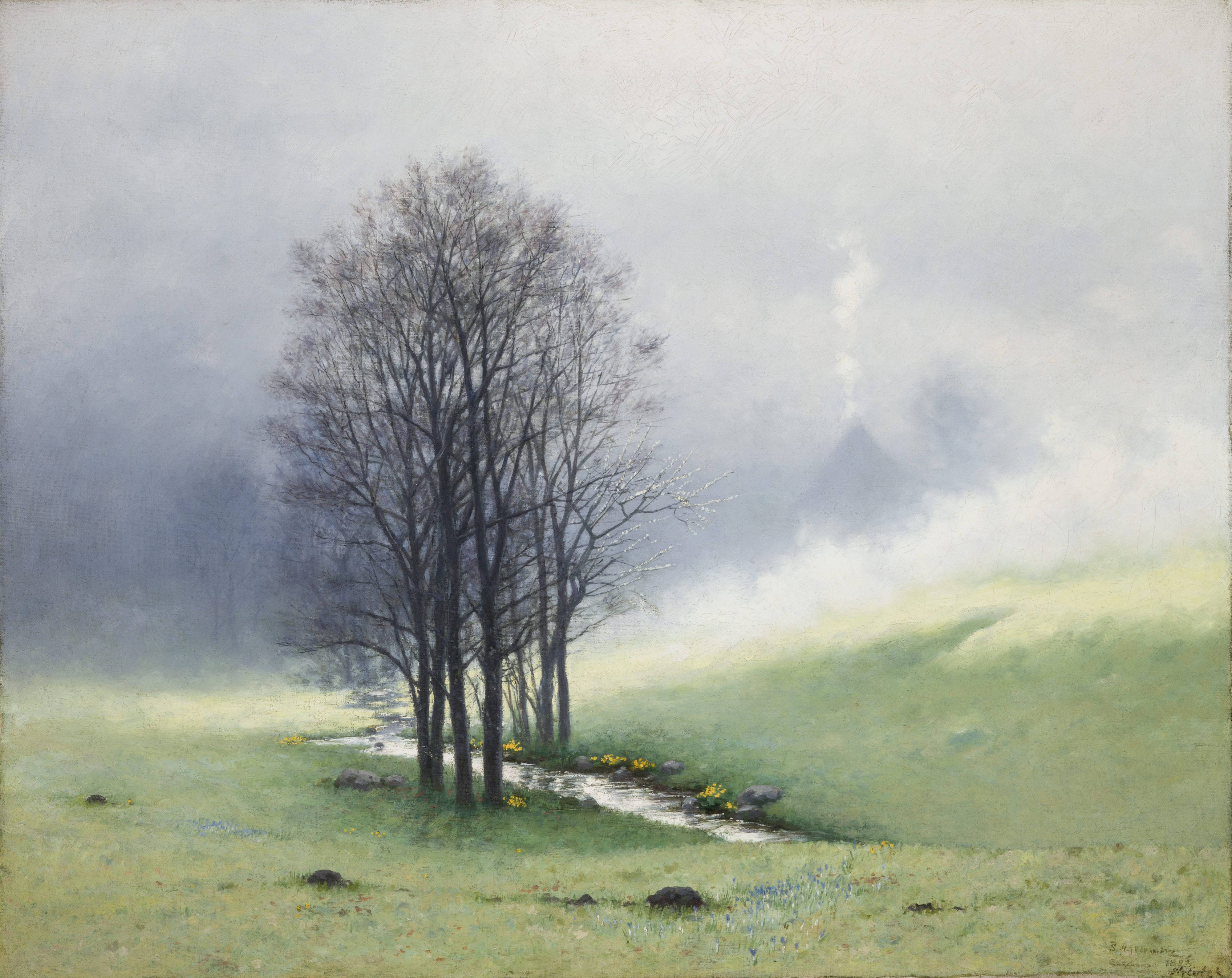
Jarní mlha (1897)
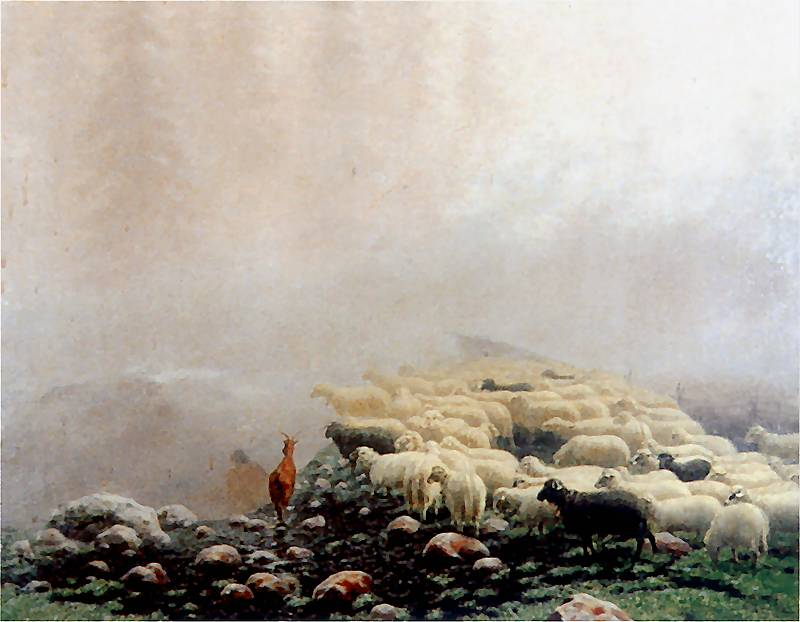
Ovce v mlze (kolem 1900)
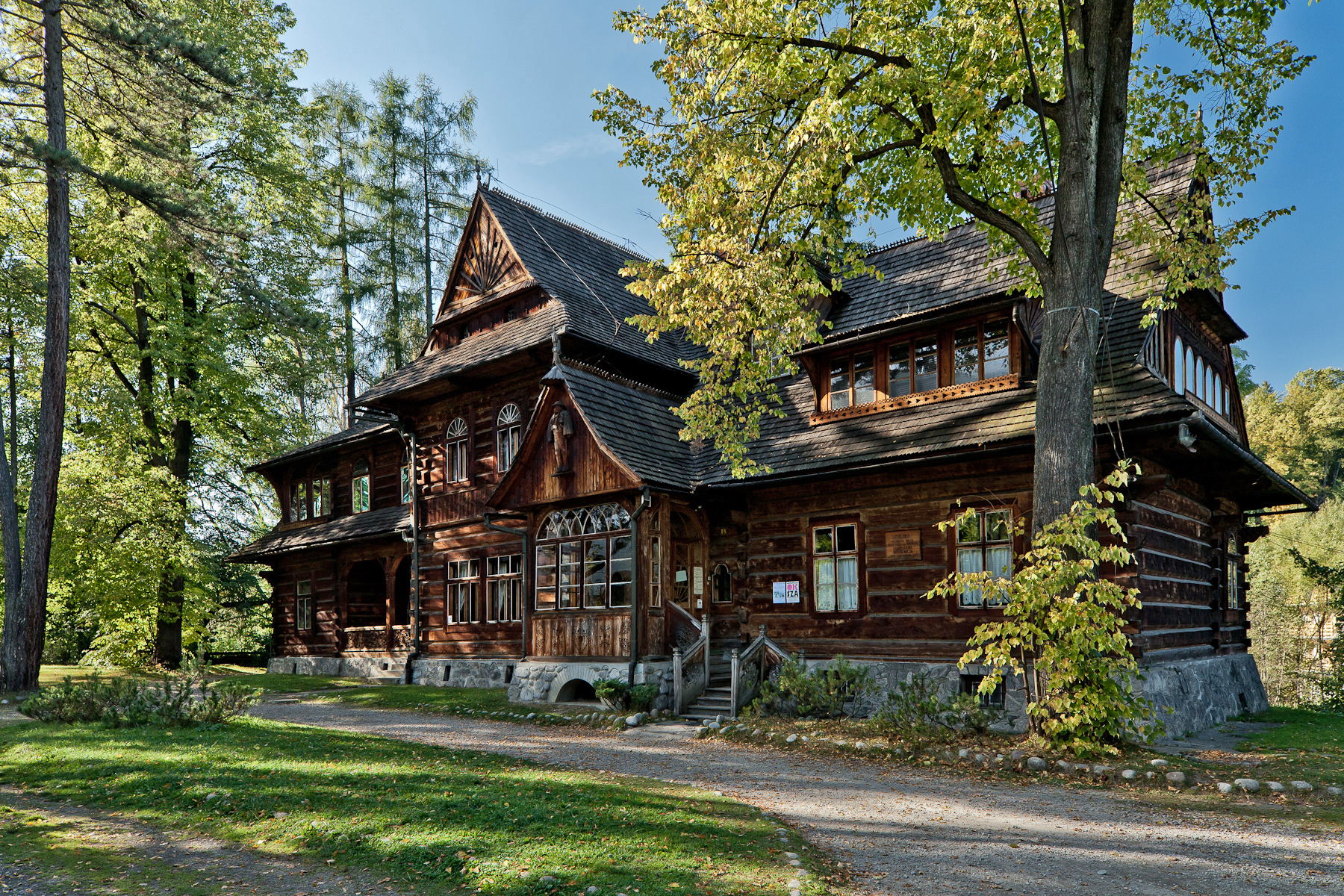
Vila Koliba
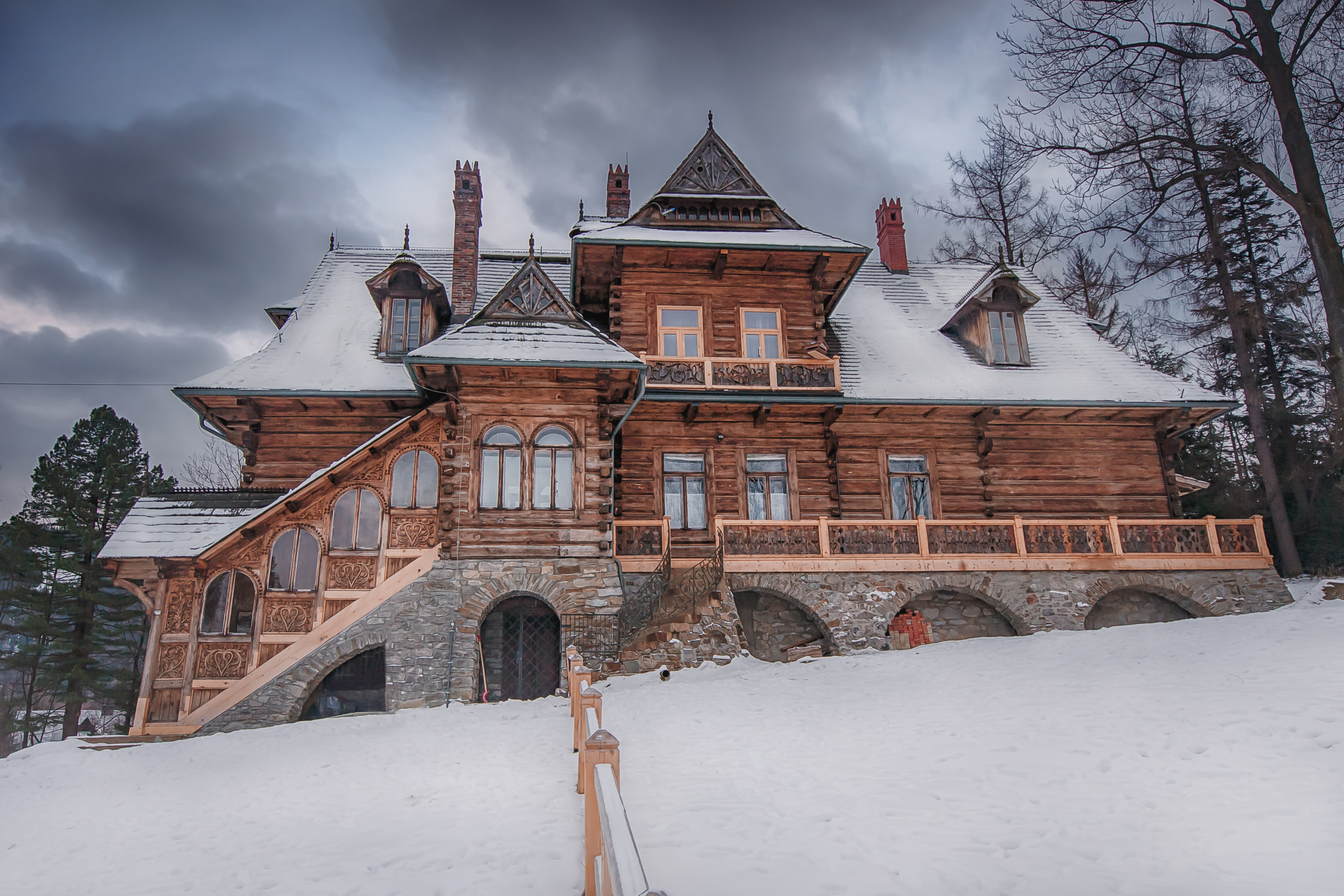
Vila Pod jedlemi
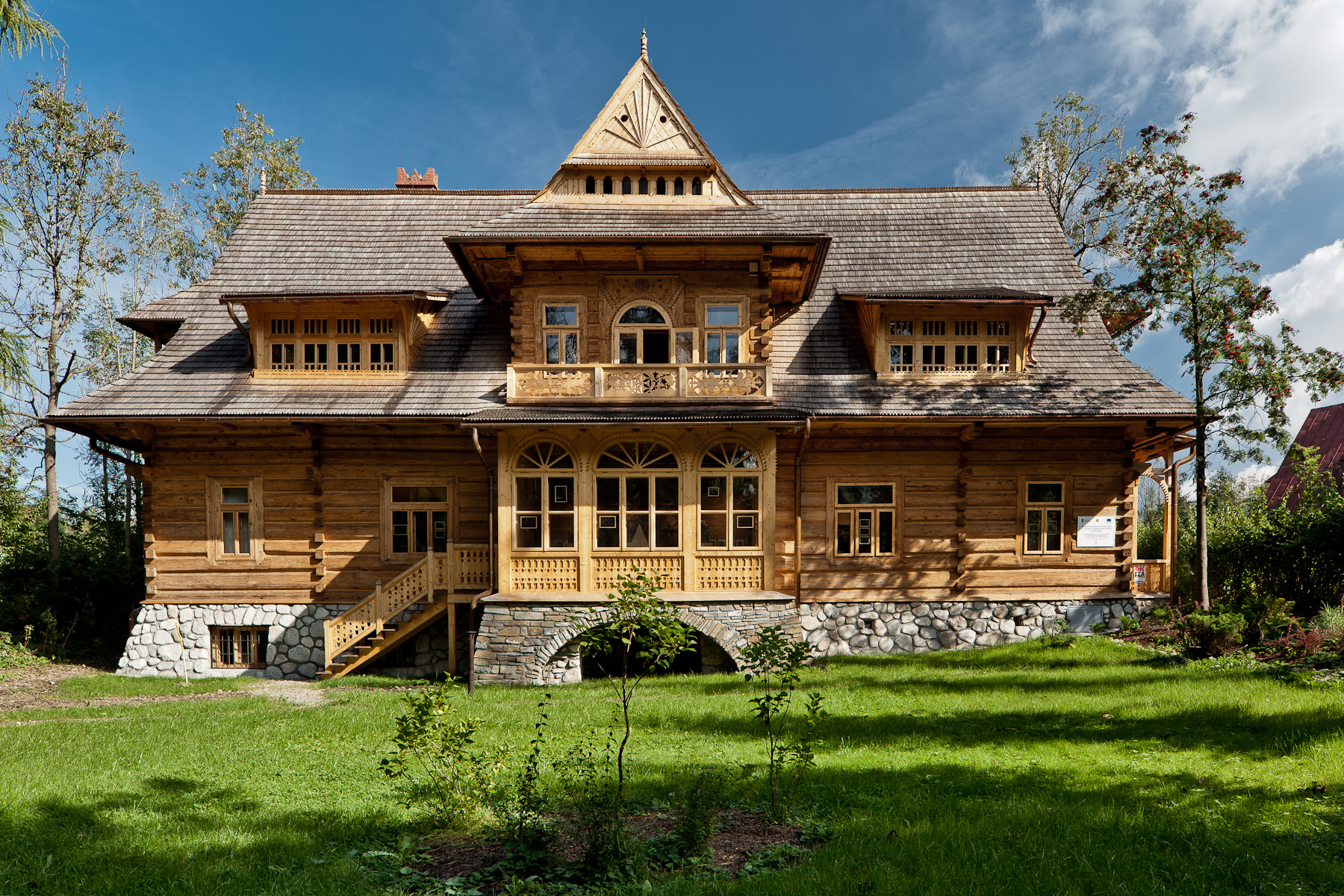
Vila Oksza
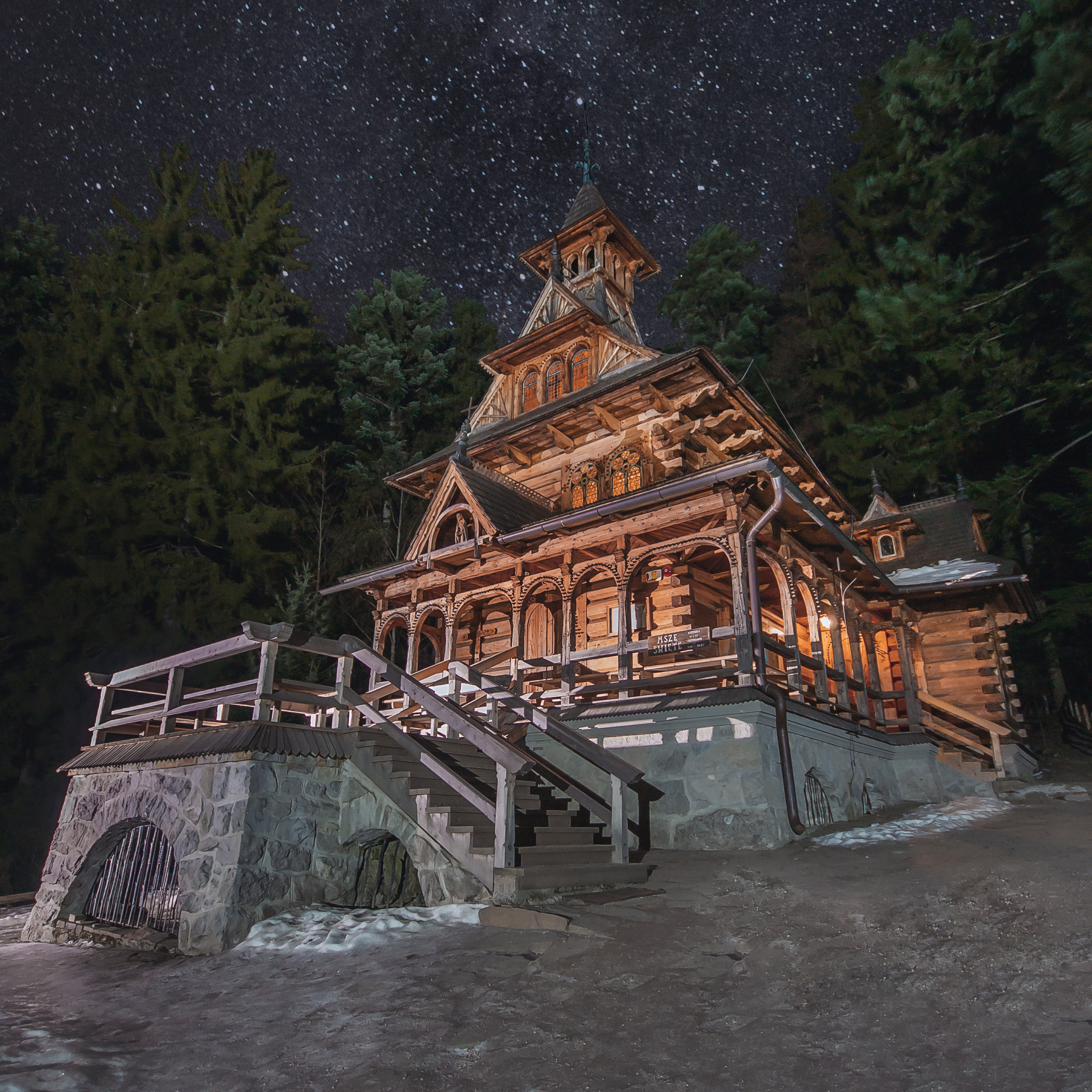
Kaple v Jaszczurówce
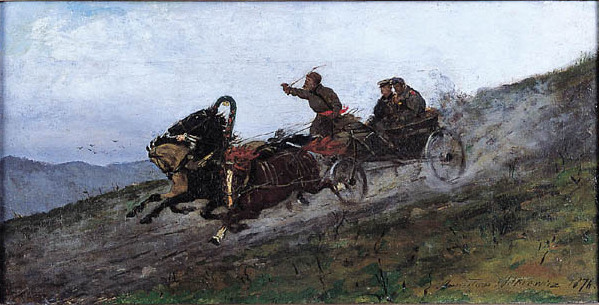
Sibiřská trojka (1876)
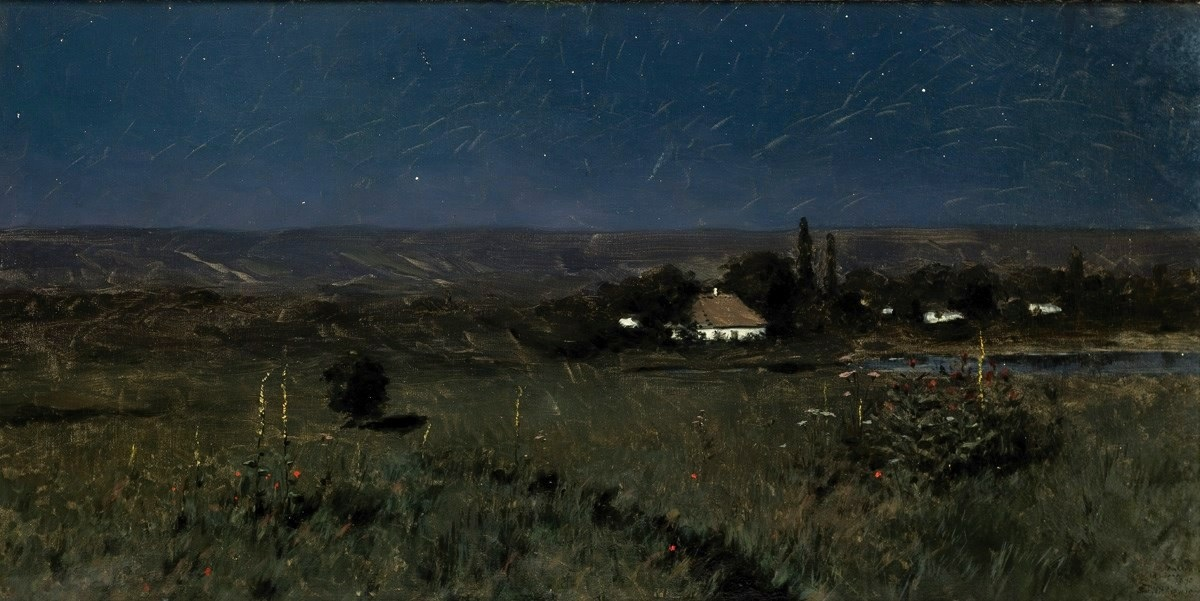
Ukrajinská noc (1895)